# Sri-lankische Badmintonmeisterschaft 1959
Die Sri-lankische Badmintonmeisterschaft 1959 war die siebente Austragung der nationalen Titelkämpfe im Badminton in Sri Lanka. Sie fand in Colombo statt.

## Sieger und Finalisten
| Disziplin    | Gold                       | Silber                               |
| ------------ | -------------------------- | ------------------------------------ |
| Herreneinzel | Sam Chandrasena            | Sam Schoorman                        |
| Dameneinzel  | Harriet Senaratne          | D. M. Sach                           |
| Herrendoppel | K. Kanagarajah Raif Jansz  | V. Veeraraghavan A. R. L. Wijesekera |
| Damendoppel  | Anthea Perera Marie Perera | N. N. Tin Kyi K. Williams            |
| Mixed        | Sam Chandrasena D. M. Sach | Sam Schoorman Kamala Ranawaka        |